# Summit Hill
Summit Hill es un borough ubicado en el condado de Carbon en el estado estadounidense de Pensilvania. En el año 2000 tenía una población de 2,974 habitantes y una densidad poblacional de 129 personas por km².

## Geografía
Summit Hill se encuentra ubicado en las coordenadas 40°49′39″N 75°51′57″O / 40.82750, -75.86583.

## Demografía
Según la Oficina del Censo en 2000 los ingresos medios por hogar en la localidad eran de $37,287 y los ingresos medios por familia eran $44,500. Los hombres tenían unos ingresos medios de $36,627 frente a los $23,507 para las mujeres. La renta per cápita para la localidad era de $21,166. Alrededor del 7.5% de la población estaba por debajo del umbral de pobreza.